# Gâprée
Gâprée település Franciaországban, Orne megyében. Lakosainak száma 144 fő (2022. január 1.). Gâprée Saint-Germain-le-Vieux, Brullemail, Le Chalange, Courtomer, Saint-Léonard-des-Parcs és Trémont községekkel határos.

## Népesség
A település népességének változása:
| Lakosok száma | 137  | 132  | 134  | 138  | 141  | 145  | 144  | 144  |
|               | 2013 | 2015 | 2017 | 2018 | 2019 | 2020 | 2021 | 2022 |